# 이세카와구치역
이세카와구치역(일본어: 伊勢川口駅)은 일본 미에현 쓰시에 위치한 도카이 여객철도 메이쇼선의 철도역이다. 단선 승강장 1면 1선의 구조를 갖춘 지상역이다.

## 이용 현황
| 승차 인원 추이 | 승차 인원 추이 |
| 연도           | 1일 평균       |
| -------------- | -------------- |
| 1998           | 27             |
| 1999           | 24             |
| 2000           | 22             |
| 2001           | 23             |
| 2002           | 21             |
| 2003           | 19             |
| 2004           | 16             |
| 2005           | 14             |
| 2006           | 18             |
| 2007           | 19             |
| 2008           | 19             |
| 2009           | 14             |
| 2010           | 15             |
| 2011           | 15             |
| 2012           | 16             |
| 2013           | 15             |
| 2014           | 12             |

## 역 주변
- 사카키바라 온천
- 긴테쓰 오사카 선 오미쓰 역

## 역사
- 1925년 11월 27일 : 주세 철도의 역으로서 개업.
- 1931년 9월 11일 : 국철 메이쇼선 이세기 - 이에키 간이 개통해, 메이쇼선의 이세카와구치 역이 개업.
- 1943년 2월 1일 : 주세 철도 폐지.
- 1965년 10월 1일 : 화물 · 하물 취급 폐지.
- 1987년 4월 1일 : 일본국유철도 분할 민영화에 의해, 도카이 여객철도가 승계.

## 인접 역
| 도카이 여객철도 메이쇼선 | 도카이 여객철도 메이쇼선 | 도카이 여객철도 메이쇼선   |
| ------------------------ | ------------------------ | -------------------------- |
| 이세오이 마쓰사카 방면   | ■ 메이쇼선               | 세키노미야 이세오키쓰 방면 |